# Histoire du visuel
L'histoire du visuel (histiconologia de son nom savant, Visual History en anglais) est une science dont l'objet est l'étude de toutes les productions visuelles humaines depuis la préhistoire. Elle peut être rangée au sein des Cultural Studies et est de fait une branche de l'histoire globale.
Cette discipline se distingue d'une simple « histoire des images » : de par le monde, la définition du mot « images » est souvent floue et se réfère parfois uniquement aux « images secondes », c'est-à-dire aux reproductions, aux reflets (la figuration d'un tableau et non l'objet unique lui-même : le tableau). Le mot « visuel » correspond ici à l'ensemble de la production visuelle humaine et prend ainsi un sens plus large, englobant tous les aspects créatifs (les « arts »), comme tous les emplois et la multiplication industrielle des images sur tous supports donnant lieu à des « images fixes » ou « images mobiles ». Conduisant à d'infinies recherches sectorielles et comprenant les spécificités de l'art, elle entend appréhender un champ global en faisant appel à plusieurs autres disciplines.

## Les origines
Les origines précises du terme « histoire du visuel » proviennent de l'extension des travaux historiques aux études iconographiques, dont l'une des premières manifestations publique collective en France fut le colloque dirigé par Michel Vovelle et Didier Lancien en 1976 intitulé Iconographie et histoire des mentalités. La naissance publique du terme et sa propagation, elles, datent de l'ouvrage de Laurent Gervereau paru en 2000 et intitulé Les Images qui mentent. Histoire du visuel au XXe siècle. Terme, territoire d'étude et méthodes sont ainsi lancés : Gervereau reste l'un des principaux promoteurs français de cette nouvelle discipline, fondant dès 1992 un groupe de recherches pluridisciplinaires sur les images. Ce chercheur a par la suite écrit une histoire générale des images. Parallèlement, les recherches se sont développées, notamment à travers une collection d'essais publiés chez Gallimard dès 1996 intitulée « Le Temps des images ». 
Si l'on veut inscrire ces travaux dans le temps long, il faut noter que l'histoire de l'art et les historiens d'art possèdent une prééminence nette sur cette question. En effet, dès le XVIIIe siècle, les travaux en archéologie du Comte de Caylus ont influencé tout le travail d'analyse et de classement iconographique, base indispensable des études visuelles. De son côté, l'Allemand Johann Joachim Winckelmann a, en puisant ses sources dans la Grèce antique, mis en place une réflexion sur la périodisation stylistique liée à l'histoire. Cette méthode de réflexion a été poursuivie au XXe siècle par des penseurs comme Aby Warburg puis Erwin Panofsky, qui vont jeter les bases de l'iconologie, sans oublier les travaux d'un Hans Belting. Même s'il y a dans tout cela une forme d'utopie humaniste qui rassemblerait la psychologie humaine dans un langage symbolique unique traversant les âges et les civilisations, beaucoup de ces travaux réfutent la thèse selon laquelle l'histoire de l'art serait une simple histoire des formes et de leur évolution. Il est intéressant de noter que dès cette époque, le contexte de création et le contexte social et politique ont été largement pris en compte.
Pour ces études d'histoire de l'art, le XXe siècle fut un tournant particulièrement riche. D'abord, la notion européenne d'art a largement dépassé ses frontières initiales. L'« invention de l'art » au moment de la Renaissance italienne connaît au siècle dernier une remise en question avec une dénomination appliquée à des productions esthétiques antérieures, aux civilisations extra-européennes, aux arts décoratifs et même à l'artisanat ou aux objets industriels et aux images mécaniques. La séparation stricte établie par l'anthropologue Jacques Maquet entre l'« esthétisation de l'utile » (applicable des silex aux cathédrales) et l'« art », créé pour la seule délectation esthétique, a explosé. La notion d'art ou des arts fut vorace, entraînant même des accusations de néocolonialisme pour avoir ainsi estampillé des réalisations d'autres cultures qui n'avaient pas pour but la délectation esthétique dans un musée. Voilà les raisons ayant poussé, par exemple, le Te Papa Museum en Nouvelle-Zélande (ouvert en 1998) à présenter en parallèle les productions et conceptions maories et européennes.
Mais cette expansion de la notion a montré aussi ses limites. L'art correspond à des produits de la créativité humaine. Au temps des milliards d'images mécaniques générées via Internet, ces créations sont minoritaires et mêlées à beaucoup d'autres représentations qui n'ont pas pour but la création. De plus, il importe de séparer des « images premières », comme l'est un tableau, de ses « images secondes » : sa reproduction en carte postale, son image numérisée et mise en ligne sur Internet, son tirage sous forme d'affiche ou bien encore son apparition dans un film. Comme l'a écrit Walter Benjamin, l'art vit aujourd'hui à « l'ère de sa reproductibilité ».
La quantité de productions visuelles échappant au domaine de l'art ou non étudiées par les historiens d'art (artistes mineurs, arts et traditions populaires…) a alors conduit les historiens à se pencher sur ce domaine. L'initiative vint d'abord des historiens des temps les plus anciens, confrontés à la rareté des restes, c'est-à-dire à la rareté des sources. Sans parler des interprétations de la préhistoire par André Leroi-Gourhan ou plus tard Jean Clottes, les archéologues et historiens de l'Antiquité comme Jean-Pierre Vernant puis François Lissarague ont décrypté les représentations peintes ou sculptées, les intégrant dans une compréhension générale des sociétés (objets utilitaires, architectures, plans urbains…). Les historiens du Moyen Âge (comme Georges Duby, Jacques Le Goff, Jean-Claude Schmitt...) ont développé des analyses des représentations. Ce fut le cas pour différentes périodes de l'histoire (Olivier Christin, Daniel Roche, Joël Cornette). Il faut noter à cet égard les travaux pionniers de Michel Vovelle pour la Révolution française, ceux de Maurice Agulhon avec la figure allégorique de Marianne ou encore Marc Ferro sur les rapports entre cinéma et histoire. Certains auteurs comme Michel Pastoureau, Francis Haskell ou Carlo Ginzburg ont élargi leur prisme initial. Ajoutons que les développements de l'histoire culturelle en France (avec des chercheurs comme Pascal Ory, Jean-François Sirinelli, Jean-Pierre Rioux) et, aux États-Unis, des Cultural Studies et des Visual Studies avec un pionnier comme William John Thomas Mitchell ont favorisé les études iconographiques.
Enfin, dans cet inventaire des origines, il serait injuste d'oublier des disciplines comme l'ethnographie, la sociologie, l'anthropologie ou toutes les sciences de la communication qui se mettent en place dès la fin des années 1950. Il est un domaine qui a indéniablement eu une influence certaine dans les méthodologies d'analyse et l'ouverture des sujets c'est la sémiologie. La personnalité de Roland Barthes fut centrale des années 1960 aux années 1980. Il aura eu une influence sur des personnalités comme Hubert Damisch, Umberto Eco en Italie ou Georges Didi-Huberman, entre autres. 
Aujourd'hui, la prise en compte de toutes ces méthodes et le fait de considérer l'ensemble des productions visuelles s'imposent parce que sont réunis sur le même écran des émanations de toutes les époques, de tous les supports, de toutes les civilisations. La transformation du territoire oriente de facto la transformation du champ scientifique. Il devient en effet pédagogiquement urgent de donner des repères aux enfants comme il devient scientifiquement indispensable de « qualifier » ce que nous voyons, de savoir quoi est quoi, donc de bâtir une histoire générale de la production visuelle humaine.

## À l'ère d'Internet, une science en développement nécessaire

### L'accumulation exponentielle des sources
Non seulement avec Internet les images (souvent accompagnées de textes, paroles et sons) sont de plus en plus nombreuses, en circulation exponentielle planétaire, mais elles sont aussi de plus en plus conservées par des milliers d'institutions sur tous les continents et de particuliers. En corollaire, le développement des loisirs et du tourisme fait partager aux professionnels et aux amateurs les mêmes vecteurs de création. 
En regard de cela, il est apparu aux historiens d'art et aux historiens que la plus grande partie de la production visuelle était vierge de toute étude. Les historiens d'art en effet privilégiaient la petite partie des créateurs de renom en laissant la majeure partie de la production artistique hors étude. Les historiens considéraient les images comme des illustrations de leurs recherches ou de leur savoir fondés sur l'écrit. Marc Ferro pouvait ainsi parler en 1978 de rôle du "névrosé" dans l'article "image" du Dictionnaire de la nouvelle histoire.
Rien d'étonnant donc à ce que, poursuivant le travail des pionniers, ce fut autour d'un musée en plein développement que s'opéra le rapprochement entre chercheurs et responsables de collections, de plus un musée généraliste sur le XXe siècle : le musée d'histoire contemporaine aux Invalides à Paris. Après participation à plusieurs expositions dans les années 1980, sous la houlette de Laurent Gervereau, s'est rassemblé en effet en 1992 le Groupe d'études sur l'image fixe, vite devenu Groupe L'Image puis Institut des images. Il a été fondé de façon pluridisciplinaire et internationale avec Fabrice d'Almeida, Antoine de Baecque, Laurence Bertrand Dorléac, Philippe Buton, Christian Delporte, David El Kenz, Thomas Michael Gunther, Orsula E. Koch, Michael Nicolaïev, Sarah Wilson. Le premier colloque international eut lieu en 1995 à Paris (École nationale supérieure des beaux-arts dirigée par Yves Michaud), organisé par Laurence Bertrand Dorléac, Laurent Gervereau, Serge Guilbaut, Gérard Monnier. Le second, dirigé par Laurent Gervereau, est intitulé « Peut-on apprendre à voir ? » et fait se rencontrer en 1998 près de 75 spécialistes de toutes les disciplines. Parallèlement, la revue L'Image est publiée en anglais et en français et distribuée par Gallimard en France et l'université Harvard aux États-Unis, avec la participation aussi bien de Ernst Gombrich, Jean Rouch ou Francis Haskell. Tout ce travail des années 1980 et 1990 se réalise dans une époque où les Lieux de mémoire (1984-1992) autour de Pierre Nora ont sensibilisé aux questions de représentations, de même que les développements de l'histoire culturelle.
Il faut néanmoins attendre 2006, après le lancement du terme en 2000 à travers Les Images qui mentent. Histoire du visuel au XXe siècle pour que paraisse l'ouvrage collectif fondateur de la discipline, le Dictionnaire mondial des images dirigé par Laurent Gervereau et qui rassemble 275 spécialistes de tous les continents, de toutes spécialités, et de toutes périodes (de la préhistoire à aujourd'hui). Deux ans après, Gervereau en tire une synthèse chronologique à visée pédagogique intitulée Images, une histoire mondiale. Il s'agit là d'une base collective pour une branche de l'histoire globale, qui maintenant se développe sur tous les continents.

### Le besoin pédagogique et scientifique de repères
Pourquoi semble-t-il indispensable aujourd'hui de travailler sur une histoire globale de la production visuelle humaine et par quelles méthodes ? Le besoin de repères, alors que tout s'accumule sur le même écran de façon indifférenciée, devient patent de la maternelle à la formation tout au long de la vie. À travers l'histoire du visuel, ces repères sont de trois ordres : chronologiques (quand et dans quel contexte ?), géographiques (où et au sein de quelle civilisation ?) et techniques (quel type de création et quel support ?). Ils permettent de situer la production d'images et de donner sa place singulière à l'art. L'histoire du visuel n'est donc pas une manière de nier la nécessité d'une histoire de l'art ou des arts, au contraire. Il s'agit seulement de prendre en compte toute la production de chaque époque, artistique et non-artistique. Le brouillage généralisé actuel en fait un impératif pédagogique et citoyen majeur.
Deux colloques ont apporté des bilans très utiles en la matière. D'abord, "L'historien et les images" dirigé par Nadeije Laneyrie-Dagen et Gilles Pécout en février 2006 à l'École normale supérieure avait eu le mérite d'inviter des spécialistes divers comme Alain Corbin, Christophe Prochasson ou Christian Caujolle et même un artiste Pascal Convert. En avril de la même année, sous la direction de Christian Delporte, Laurent Gervereau et Denis Maréchal pour l'INA, "Quelle est la place des images en histoire ?" a clairement montré deux phénomènes : la banalisation des images comme source parmi d'autres en histoire ; la nécessité de développer une histoire iconographique qui dépasse l'histoire de l'art pour prendre en compte tous les types d'images et notamment celles de leur multiplication industrielle pour la période récente. Cette multiplication industrielle, nouveau phénomène dans l'histoire humaine (dépassant les influences et circulations datant des temps les plus anciens), apparaît au XIXe siècle : après l'ère du papier (presse, estampes, timbres, affiches, packaging, cartes postales…) de 1850 à 1913, intervient l'ère de la projection avec le cinéma de 1914 à 1959, puis l'ère de l'écran et la télévision de 1960 à 2000, avant le temps du cumul sur Internet ("Histoire du visuel au XXe siècle"). 
Avec ces deux événements français, la publication du Dictionnaire mondial des images et ses contributions internationales font de 2006 un tournant.
Il apparaît également que la nécessité pédagogique de repères chronologiques sur l'histoire générale du visuel se complète par une autre attente : celle de disposer d'une méthode et d'une grille générale d'analyse des images. Seul le croisement pluridisciplinaire des outils de différentes spécialités le permet : l'histoire de l'art pour la phase de description, l'histoire pour la contextualisation, la sémiologie et d'autres sciences pour l'interprétation. Laurent Gervereau en 1994 et Martine Joly en 1998 apportent des outils. Enfin, l'éducation culturelle nécessite bien sûr de compléter cela par des initiations aux pratiques culturelles, à la fois de consommation et sur les techniques ainsi que sur le processus de création.

### Le croisement des méthodes et la diversité des territoires
Les développements en histoire du visuel incitent naturellement, au-delà des perspectives globales que nous avons décrites, à multiplier les travaux par période, par support, par zone géographique, par auteur, par œuvre. Ils rendent nécessaire de les inscrire dans des filières institutionnelles. 
Déjà, beaucoup d'approches innovantes ont eu lieu. Aux États-Unis, les Visual Studies ont permis des travaux pluridisciplinaires féconds, même si certains chercheurs ont pratiqué la décontextualisation et se sont ainsi éloignés de la "Visual History". Quelques exemples en France de perspectives heuristiques ouvrant des champs neufs. Michel Pastoureau a longuement œuvré sur couleurs et symboles. Michel Frizot a dirigé une très importante Nouvelle histoire de la photographie. Sous la houlette de Michel Poivert (président de 1995 à 2010), Clément Chéroux et André Gunthert, la Société française de photographie a aussi renouvelé les approches (la revue Études photographiques innove à partir de 1997). Pour le cinéma, les contributions furent sont nombreuses : Michel Marie (qui a même réalisé un ouvrage de méthode avec Jacques Aumont), Antoine de Baecque, Laurent Mannoni à la Cinémathèque française sur le pré-cinéma, Laurent Véray et la revue 1895. Revue d'histoire du cinéma, Nicole Brenez sur le cinéma expérimental, Jean-Pierre Bertin-Maghit pour la Deuxième Guerre mondiale, Sylvie Lindeperg sur la Seconde Guerre mondiale vue de 1944 à 1969… Christian Delporte, lui, a fondé et dirige la Société pour l'histoire des médias (créée en 2000) qui, après des pionniers comme Jean-Noël Jeanneney, a beaucoup travaillé dans sa revue Le Temps des médias (depuis 2003) sur la presse, la télévision et Internet. En histoire de l'art, Laurence Bertrand Dorléac comme Philippe Dagen croisent leurs méthodes et leur terrain d'études avec l'histoire, ce qu'a fait Daniel Arasse.
Ces avancées sont complétées par les travaux d'autres spécialités, comme ceux du psychanalyste Serge Tisseron, d'un sociologue comme Bruno Latour, de philosophes (Marie-José Mondzain, Paul Virilio, Georges Vigarello, Jacques Rancière), d'une anthropologue (Barbara Glowczewski), de créateurs comme Jean-Luc Godard, de commissaires d'expositions comme Pontus Hulten, Jean Clair ou Jean-Hubert Martin (en Suisse, Harald Szeemann, Jacques Hainard et Marc-Olivier Gonseth).
Voilà pour la France. Mais ces recherches prolifèrent partout. Car partout apparaît le besoin de savoirs très spécialisés comme globaux. Ainsi, se sont développées des recherches "stratifiées" (une "histoire stratifiée") : du local au régional, au national, au continental, au global. Ainsi, sur tous les continents se multiplient des formes visuelles – artistiques ou non – à la fois sur tous les supports, qui circulent planétairement, et figurent sur Internet. Cela fait considérablement bouger les territoires et les disciplines.
L'historien Jacques Le Goff a écrit dans le journal Le Monde du 15 décembre 2006 à l'occasion de la sortie du Dictionnaire mondial des images : 

« Président de l'Institut des images, Laurent Gervereau publie un ouvrage appelé à faire date. Il a réuni une équipe d'une qualité exceptionnelle, qu'il s'agisse d'artistes et d'intellectuels confirmés ou de brillants jeunes chercheurs, autour d'un concept d'image. On sait que l'on considère que, depuis les dernières années du XXe siècle, l'humanité est entrée dans ce qu'on appelle l'ère des images. La somme présentée par Gervereau est dans la ligne des travaux qui ont apporté depuis vingt-cinq ans une contribution de premier ordre à l'objectif Voir, comprendre, analyser les images, titre d'un ouvrage précédent de l'historien (La Découverte, première édition en 1994), et s'inscrit dans sa réflexion sur un nouvel objet de la culture humaine, le visuel, auquel il a également consacré un volume (Histoire du visuel au XXe siècle, « Points histoire », Le Seuil, 2000). (...) Aujourd'hui nous serions entrés avec en particulier Internet dans l'« ère du cumul » et cet ouvrage semble être la première tentative globale pour pénétrer dans ce nouveau domaine de l'image mondialisée et globalisée. »